# フリードリヒ・フォン・シュペルケン
アウグスト・フリードリヒ・フォン・シュペルケン（ドイツ語: August Friedrich von Spörcken、1698年8月28日、ハーブルク - 1776年6月13日、ハノーファー ）はブラウンシュヴァイク＝リューネブルク選帝侯領の元帥である。七年戦争において指揮官を務めた。

## 生涯

### 家族
アウグスト・フリードリヒ・シュペルケンの家族は「ズーシェンドルフ・ウント・ヴェンデヴィッシュ家」に出自を持つ。彼の父親、ゲオルク・フリードリヒ・フォン・シュペルケンはハーブルクの代官で、母親のアンナ・エリーザベート・フォン・デア・シューレンブルクはヴェネツィアの元帥、ヨハン・マティアス・フォン・デア・シューレンブルク（1673年-1725年）の娘であった。

### 前半生
綿密な教育を受け、科学への取り組みを好んで育ったシュペルケンは1715年、第3「ガウェイン」歩兵連隊の准尉として軍務に就き、1716年に少尉に任命されハノーファーの近衛連隊に配属されると、縁故に大いに軍歴を助けられつつ、早くも1733年には中佐に昇進した。軍事学における自身の理論上の知識を、遠征への参加によって補おうと望んだ彼は1734年から1735年、ポーランド継承戦争を契機としてライン川の一帯で発生した軍事衝突に際し、ポンピエタン少将の指揮下に同地へ派遣されたハノーファー軍への参加を志願する。その後、講和が締結されると故郷へ戻った。
オーストリアの継承を巡る戦争は1740年、自ら参戦する機会をシュペルケンに初めてもたらした。1742年には大佐に昇進し、歩兵連隊の指揮官となる。この年、同連隊を率いていわゆる国事軍がフランスに進撃するための策源地となっていたブラバントへ向かうと、イギリス国王ジョージ2世が自ら指揮を執るようになった翌年の初めにはマイン川一帯に転じ、6月27日にデッティンゲンの戦いに参加する。その後、この戦争においてハノーファー軍はネーデルラントに配置され、シュペルケンも1748年までそこに留まった。そして自身の連隊（実際には1個大隊規模であった）を率いフォントノワ（1745年5月11日）、ロクー（1746年10月11日）とラウフフェルト（1747年7月2日）で戦っている。フォントノワの戦いで胸部を貫通した銃弾は、戦場から離れた9か月の療養生活を彼に強いた。ロクーでは散弾によって首に挫傷を負う。1745年には佐官と将官の間にある階級、准将に就任し、1747年には少将に昇進した。1748年10月18日に和約が結ばれると、シュペルケンは指揮下の連隊とともに司令部の駐屯地、ミュンデンに帰還する。
彼は1729年にキールマンスエッグ伯爵家から妻を迎えたが、彼女は1731年に唯一の息子を生んだ時、亡くなった。なお1755年に公使館参事官として没したこの息子の家庭教師として、1741年から1742年の間、後の「アプト・イェルーザレム」ことヨハン・フリードリヒ・ヴィルヘルム・イェルーザレムがハノーファーにあったシュペルケンの邸宅に滞在している。
ライン川とブラバントにおけるオーストリア継承戦争の戦役について、シュペルケンはフランス語の日記を記した。その題名はハノーファー王立砲兵旅団の図書館の目録に見られる。ブラウンシュヴァイク＝リューネブルク家の文書館は8巻あったこの日記の内、5巻を収蔵している。
1711年に生まれた彼の弟、モーリッツ・アウグスト・フォン・シュペルケン男爵はザクセン選帝侯領へ大佐として転仕し、七年戦争の勃発時には高級副官たる少将となっており、1756年10月16日にはプロイセンのハンス・カール・フォン・ヴィンターフェルト中将と協定を結んだ。これに基づき、ケーニヒシュタイン要塞は以降、終戦まで中立を宣言している。この他、彼は厩舎長（Oberstallmeister）並びに奉膳（Küchenmeister）にも任じられた。

### 七年戦争
七年戦争において、勤続年数とともに課せられた職務はシュペルケンにより大きな権限をもたらした。戦争が始まると、間もなくハノーファー軍の士官の中で最古参となったため、しばしば大規模な部隊を自ら指揮することになったのである。彼がそのために必要な能力を備え、直面した課題にいつでも対応できたとは言えない。戦場で示した働きには、時として改善の余地があった。しかし、課せられた他の任務において不手際を示すこともなかったのである。最高司令官、ブラウンシュヴァイク＝ヴォルフェンビュッテル公フェルディナント大将の信任厚い秘書官、フィリップ・フォン・ヴェストファーレンは、公の指揮下に配された諸将のほとんどに非常に手厳しい評価を下しているが、その著書『ブラウンシュヴァイク＝リューネブルク公フェルディナントの戦役の歴史』でシュペルケンについても「敗北した」（第2巻、P. 375)、「怠惰な」（第2巻、P. 570）者と書き、彼の「雑談」（第2巻、P. 376）に言及している。またヴェストファーレンはシュペルケン少将やクリストフ・ルートヴィヒ・フォン・オーベルク少将について「一方は他方と同じくらい悪いが、これまでにオーベルクがシュペルケンよりもましであることが明らかになった。」と記述し、1758年5月にシュペルケンが序列争いの末、辞職を願い出た際に国王がそれを認めなかったことを遺憾とした。またフリードリヒ・リートエーゼル中佐は、デトモルトからブラウンシュヴァイク公に宛てた1761年7月4日の手紙で「世界で最も誠実な男」（le plus honnête homme du monde）と書き、「しかしその様々な助言、報告や話し方は混乱を招きます。」（mais les differents conseilles, rapports et discours mettent tout en confusion）と付け加えている。プロイセン国王フリードリヒ2世が配下の諸将の何人かにしたように、ブラウンシュヴァイク公もシュペルケン少将が独自の判断を下す必要に迫られた際、何度も若い士官を傍に控えさせた。例えば自分の副官であった少尉で、後に少佐となるビューロウや、ビューロウが1761年の秋に没して以降はゲオルク・ヨシュア・ドゥ・プラ工兵中佐がその役目に就いている。
1754年に中将に昇進していたシュペルケンは、早くも七年戦争の敵対行為が始まる前、ゲオルク・フリードリヒ・フォン・ゾンマーフェルト大将率いる軍団に配され、予期されるフランス軍の上陸に備えて1756年にイギリスへ渡った。1757年の初めに帰還して間もなく、ヨーロッパの北西方面で戦争が勃発する。同年前半の推移は、非常に不利であった。総司令官、カンバーランド公ウィリアム・オーガスタスはハステンベックの戦い（7月26日）の後、指揮下の軍をブレーメン方面へ後退させ、そこでクローステル・ツェーフェン協定を結ぶ。その締結は、シュペルケン率いるハノーファー軍が遂行した。ジョージ2世はこれに同意を与えることを拒み、カンバーランド公を解任すると敵対行為の再開を命じる。シュターデに集まった大臣たちは、そのために採るべき方策を協議することになった。その話し合いには、クリスティアン・フォン・ツァストロウ少将とシュペルケン中将も招集された。ジョージ2世から最高司令官への就任を要請されたブラウンシュヴァイク公フェルディナントが11月23日に到着すると、これらの方策は急速に精力的な実行へと結びつくことなる。ブラウンシュヴァイク公が提示した戦闘序列において、シュペルケンは第2集団（18個大隊ならびに18個騎兵中隊）の指揮官を務めることとされた。そして公が主導した最初の作戦である、ツェレの敵陣への攻撃にあたって彼は様々な任務を自ら巧みに遂行した。1758年2月に開始されたライン川方面への進撃では、ブラウンシュヴァイク公も同行していた右翼集団の指揮を託され、渡河後は軍団の再編命令に伴い13個大隊と16個騎兵中隊を擁し、3個師団に分かれた左翼集団を率いることになる。6月8日にはレースで指揮下の部隊とともにライン川を渡った。そして、6月23日にはクレーフェルトの戦いに参加する。シュペルケンは軍団の左翼集団を率いた。ここで彼が余りにも策定されていた攻撃計画に拘り、精力的に介入しなかったことで、いずれにせよ達成された戦果以上に勝利を完全なものとする努力を怠ったという批難は正当であると言える。それでも夏の間に、彼は歩兵大将に昇進した。

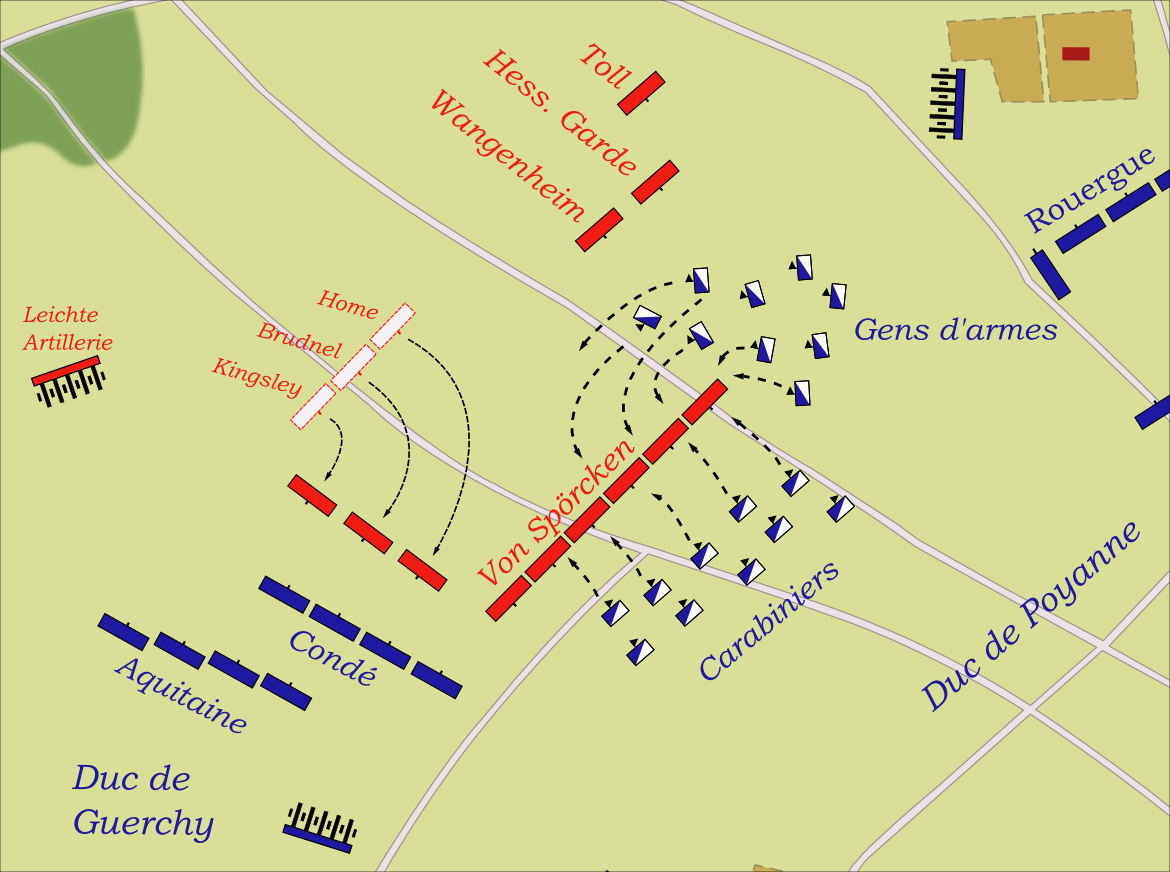
シュペルケン大将の部隊配置を示したミンデンの戦いの地図。

1759年の戦役が始まると、ブラウンシュヴァイク公は軍の主力とともにヘッセンへ向かうとともに「小さな軍団」を託し、シュペルケンをヴェストファーレンの守備に残した。しかし栄光の一戦となったミンデンの戦い（8月1日）では再び主力軍に合流しており、8月2日にブラウンシュヴァイク公が特に「尊敬と感謝を捧げた」指揮官の一人には、シュペルケンも挙げられている。彼が指揮した第3集団には、その勇敢な戦いぶりをフランス側のコンタード侯ルイ・ジョルジュ・エラスム元帥も
と報告書に記して認めた諸大隊の多くが属していたのである。その後、シュペルケンはヘッセンにおける軍事行動に参加し、15個大隊および16個騎兵中隊とともに冬営のためミュンスターラントへ撤収した。
1760年、シュペルケンに課された任務はヴェストファーレンの保持、ヴェーザー川下流域の守備ならびにイギリスとの連絡の維持であった。その年の末には再び22個大隊、22個騎兵中隊、重砲44門、軽装部隊4,000名合わせて24,000名から構成される「小さな軍団」を託される。彼の傍らにはブラウンシュヴァイク公の高級副官、ビューロウが付いた。彼の助言に従い、ブラウンシュヴァイク公はシュペルケンに宛てた長い訓令の中で、防戦に徹する判断を委ねている。公はビューロウを傍に置いておきたかったが、「信頼できる者をシュペルケンの許に残すのは絶対に必要なことである」（il est indispensablement nécessaire de laisser un homme de confiance chez Spoercken.）とした。この時、彼はヘッセンにおいてマイン川の一帯から進出して来たブロイ公と対峙していた。そしてブロイ公がライン川方面から来たサン＝ジェルマン伯爵中将との合流を果たすと、シュペルケンは再び主力軍へと呼び戻される。そして、ヴァルデック侯領のランダウでこれに合流した。その後はシュペルケンも参加した、犠牲の多い戦いが何度も繰り返された。その一例としては、特に彼とブラウンシュヴァイク公世子カール・ヴィルヘルム・フェルディナントが7月31日にヴァールブルクの戦いで手にした勝利が挙げられる。これによってブラウンシュヴァイク公はディーメル川の戦線を保持できる見通しが立ち、シュペルケンは同地で第1集団ならびに軍の主力を指揮することになった。続いて11月の末、ブラウンシュヴァイク公がゲッティンゲンに進撃すると残された軍団の上級指揮権を託されている。その間、特筆するようなことは起こらなかった。
1760年から1761年にかけての冬、シュペルケンは亡くなったゾンマーフェルト大将に代わって近衛連隊の連隊長に任じられた。そして1761年の戦役は、プロイセンのフリードリヒ・ヴィルヘルム・フォン・ズューブルク少将とともに2月15日、フランス＝ザクセン連合軍に対してランゲンザルツァで挙げた勝利とともに始まった。この戦いは、ブラウンシュヴァイク公が敵軍をヘッセンから駆逐するべく遂行した一連の作戦の一環である。しかしこの計画は失敗したため、軍団はディーメル川とヴェーザー川の戦線に戻った。戦役が最初から仕切り直しとなったのは、6月に入ってからである。シュペルケンに13,000名を託して残し、ブラウンシュヴァイク公はヴェストファーレンへ向かった。7月にはシュペルケンもそちらへ向かったが、フィリングハウゼンの戦いには参加していない。その後、彼は再びヴェーザー川の一帯で指揮を執った。ここでシュペルケンの下に配されていたブラウンシュヴァイク＝リューネブルクのマンスベルク将軍が9月13日から14日にかけての夜、ノイハウス・イム・ゾリンクにおいてフランス軍に襲撃された。ブラウンシュヴァイク公は、命令を余りにも言葉通りに受け取ったとしてその責をシュペルケンに問い、名誉を傷つける形で彼に対し不満を表明する。これを受けてシュペルケンは、自身を戦場におけるさらなる任務から解くよう国王ジョージ3世に願い出た。その請願の理由として、「一方的に本来受けるに値しない批難を浴びた上、それが官房書記を通じて届けられたこと」を挙げている。ブラウンシュヴァイク公は彼に、一時的にハーメルンへ赴く許可を与え、この機に「誠実、率直で上辺に留まらない友情（amitié sincère, non equivoque et nun simulée）」を約束した。この反目は仲裁される。それがどのように実現したかは、伝わっていない。戦争に関するハノーファーの文書には、勤務への復帰を決めたシュペルケンにジョージ3世が満足を表明した10月27日の書状が残るのみである。実際に彼は11月、ヴェストファーレンで冬営中の軍の指揮を担うと、翌年の戦闘序列には主力軍第1歩兵集団の指揮官としてその名が記されている。この軍団が集団で行軍する時、その一番目の戦列を彼が率いることになったのである。しかしブラウンシュヴァイク公は、どちらかと言えば特別な戦場における上級指揮権を公世子に託した。6月24日のヴィルヘルムスタールの戦いにおけるシュペルケンの行動は、クレーフェルトの戦いに似た批難を浴びる。彼の精力的な介入の欠如は、ここでも自軍の成功が存分に活かされず、戦果が充分に上がらなかったことの原因とされたのである。これはシュペルケンが参加した最後の戦いとなった。
戦争は年の暮れとともに終わる。11月15日の停戦が敵対行為に終止符を打った後の12月23日、ブラウンシュヴァイク公はシュペルケンに上級指揮権を移譲して軍を去った。シュペルケンは1763年の初め、ハノーファー軍を率いて故郷に戻ると自身が総督を務めていたハノーファーに住居を定めた。

### 戦後
1764年、シュペルケンは元帥に昇進し、イギリス国王でもあるブラウンシュヴァイク＝リューネブルク選帝侯がドイツに展開する全ての部隊の司令官に就任した。この役目は1760年10月12日にゾンマーフェルト大将が没して以降、すでに果たしてきたものである。この職にあって、シュペルケンは広範に影響力を及ぼした。戦争を契機に大規模になった部隊を著しく縮小された平時の状態に移行させた他、これらの不足を補うべく民兵団を創設している。また戦場で得られた教訓に基づき、1764年に歩兵向けの、1766年には騎兵向けの教練規則を発行して新しい戦術上の規定を定めた。様々な訓練を通じて砲兵の錬成にも力を入れた。さらに、予備の軍馬を可能な限り自国で調達できるよう心を砕く。歩兵と騎兵の運営規定も新たに発行した。1762年にミヒャエリス修道院で彼が実現させた士官の寡婦のための基金、ならびに戦没した下士官の子供に向けた貯蓄銀行の設立も、シュペルケンの多岐に亘る成功した業績を物語っている。

### 死没

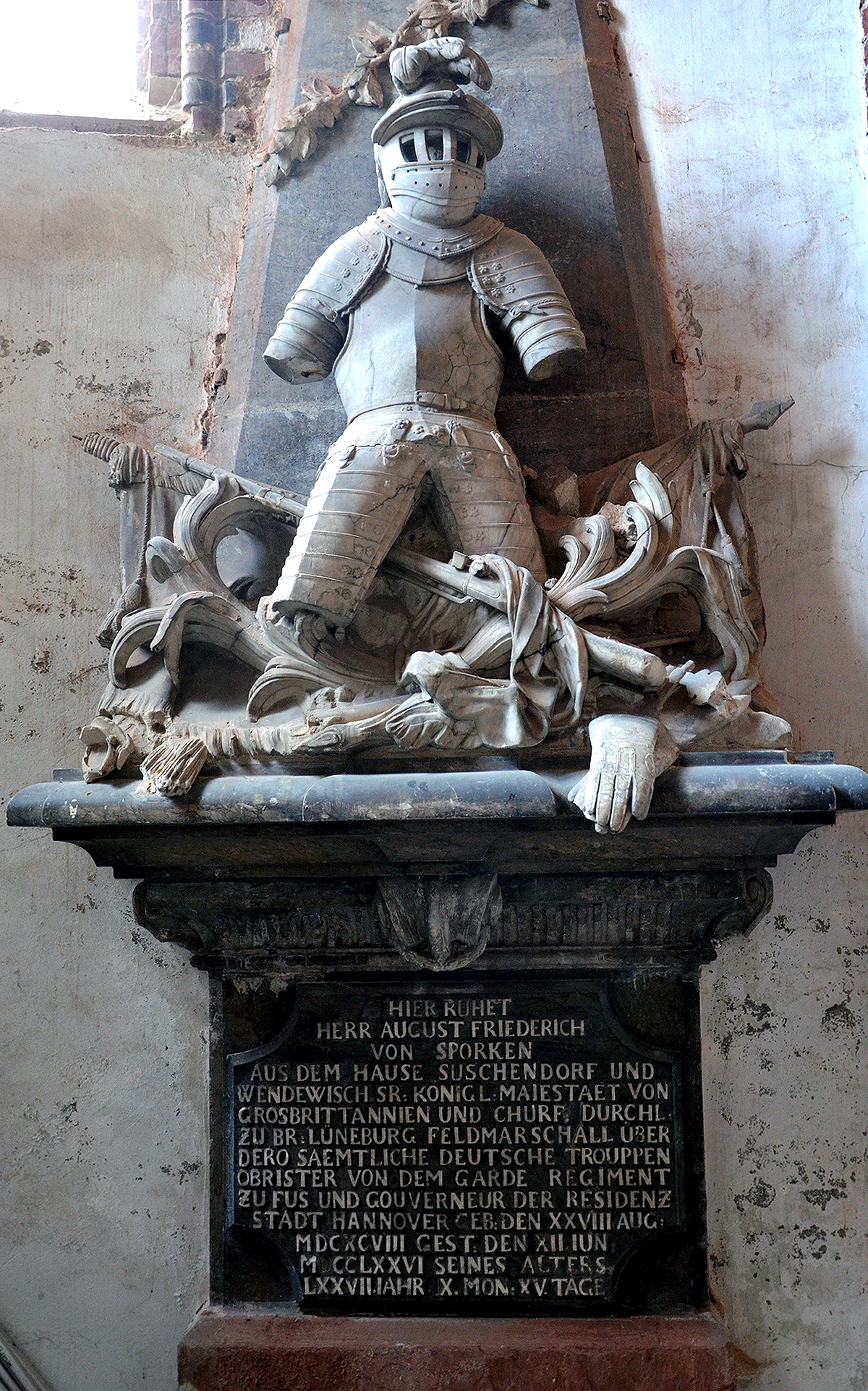
ハノーファーのキリスト教会にある、シュペルケンに捧げられた作者不詳の墓碑。

シュペルケンは1776年6月12日から13日にかけての夜に没した。その葬儀は7月11日、豪華に執り行われた。それはズィッヒャート中将が印刷した「葬列の編成」と、葬儀委員長のエーインハウゼン伯が埋葬の際に捧げた弔辞（これを印刷したのはハノーファーのポックヴィッツ出版社とされる）が証明している。
彼の墓は現在、ハノーファーのキリスト教会に、墓碑はエンゲゾーデ墓地の拱廊にある。

## 顕彰
1928年、ハノーファーのラーデブルク区に敷設された「シュペルケン通り」は元帥にちなみ、その名を称えている。

## 文献
- G. W. v. Düring: Geschichte des Schaumburg-Lippe-Bückeburgischen Karabinier- und Jäger-Korps. Berlin, Posen und Bromberg 1828. – Zur Erinnerung an den Herrn von Monkewitz von H. F. Froriep, ビュッケブルク、 1789 (ビュッケブルクのギムナジウムの図書館に所蔵。)
- C. v. Decker, F. v. Ciriacy, L. Blessson: Zeitschrift für Kunst, Wissenschaft und Geschichte des Krieges. Berlin, Posen und Bromberg 1828.
- ベルンハルト・フォン・ポーテン（英語版）:ドイツ一般人名事典（英語版）、Spörcken, Friedrich von、Band 35, Duncker & Humblot, Leipzig 1893, P. 267–271
- ヴィルヘルム・ロータート（ドイツ語版）: Allgemeine Hannoversche Biografie. Band 3: Hannover unter dem Kurhut 1646–1815. Sponholtz, Hannover 1916, P. 516
- クラウス・ムリュネク（ドイツ語版）: Spörcken, August Friedrich von、 『ハノーファー伝記事典（ドイツ語版）』所収。 Schlütersche, Hannover 2002, ISBN 3-87706-706-9, P. 342, Google Booksのオンライン版。